# Tramwaje w Hakodate
Tramwaje w Hakodate − system komunikacji tramwajowej działający w japońskim mieście Hakodate.
Tramwaje w Hakodate uruchomiono w 1897 jako konne, które zostały zastąpione w 1913 przez tramwaje elektryczne. 

## Tabor
W Hakodate są eksploatowane następujące typy tramwajów:
- 500 nr 530, rok produkcji: 1952
- 710 10 sztuk (nr: 711,715,716,718,719,720,721,722,723,724), rok produkcji: 1960 − 1962
- 800 nr: 810, 811, 812, rok produkcji: 1964 − 1966
- 8000 nr: 8001 − 8008, rok produkcji: 1962 − 1963
- 1000 nr 1006, rok produkcji: 1971
- 2000 nr 2001, 2002, rok produkcji: 1993 i 1994
- 3000 nr: 3001, 3002, 3003, 3004, rok produkcji: 1993 − 1996
- 8100 nr 8101, rok produkcji: 1963, rok modernizacji: 2002
- 9600 nr 9601, rok produkcji: 2007 (tramwaj przegubowy)

W mieście jest także jeden tramwaj historyczny z 1918.

## Linie
Obecnie sieć składa się z dwóch linii o łącznej długości 10,9 km:

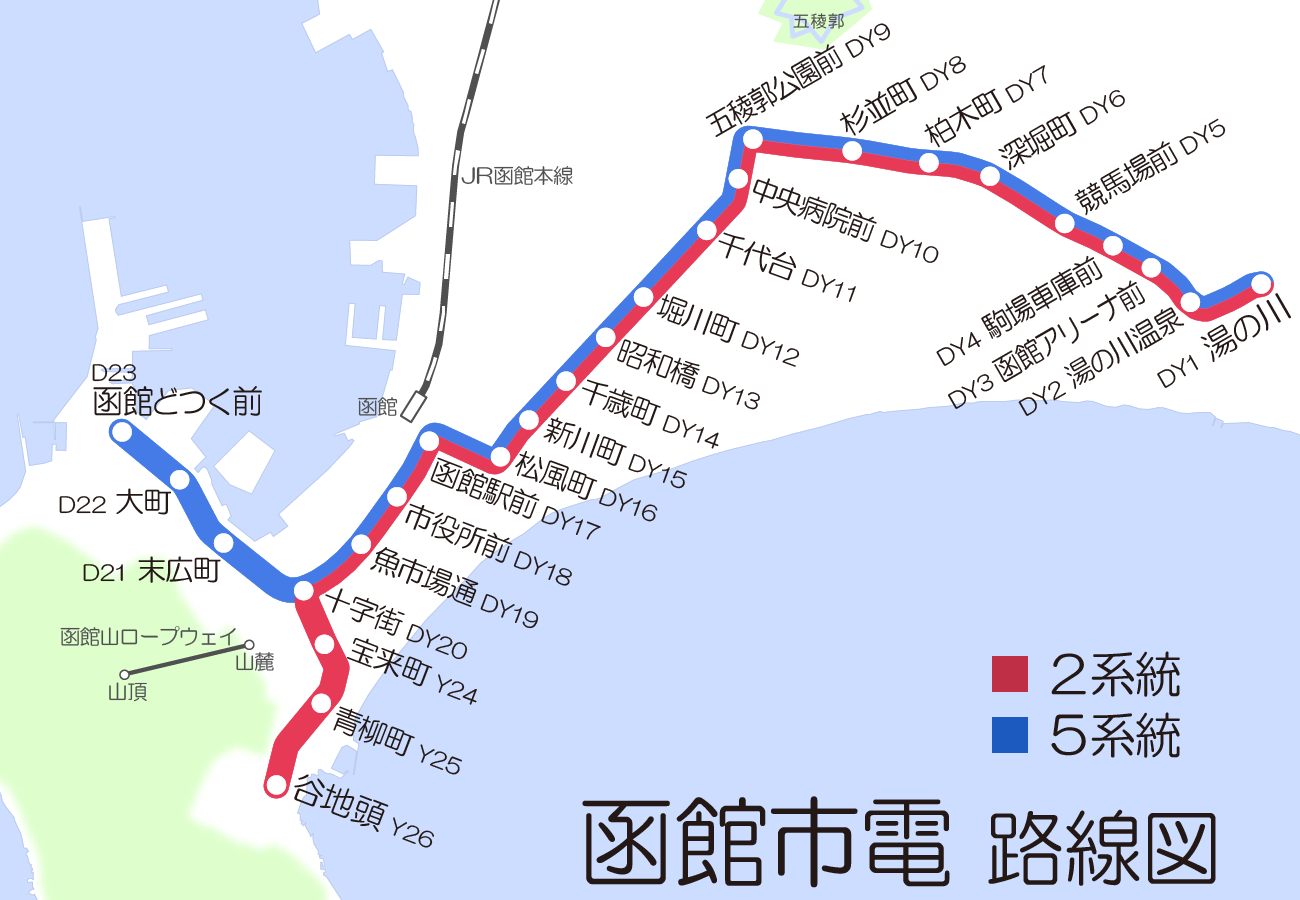
Schemat linii tramwajowych w Hakodate

- 2: Yunokawa − Yachigashira
- 5: Yunokawa − Hakodate-Dokku-mae